# Rencurèu
Rencurel és un municipi francès situat al departament de la Isèra i a la regió d'Alvèrnia-Roine-Alps. L'any 2007 tenia 310 habitants.

## Demografia

### Població
El 2007 la població de fet de Rencurel era de 310 persones. Hi havia 124 famílies de les quals 40 eren unipersonals (24 homes vivint sols i 16 dones vivint soles), 28 parelles sense fills, 32 parelles amb fills i 24 famílies monoparentals amb fills.
La població ha evolucionat segons el següent gràfic:
Habitants censats

### Habitatges
El 2007 hi havia 278 habitatges, 134 eren l'habitatge principal de la família, 117 eren segones residències i 27 estaven desocupats. 209 eren cases i 65 eren apartaments. Dels 134 habitatges principals, 110 estaven ocupats pels seus propietaris, 21 estaven llogats i ocupats pels llogaters i 3 estaven cedits a títol gratuït; 1 tenia una cambra, 11 en tenien dues, 21 en tenien tres, 28 en tenien quatre i 73 en tenien cinc o més. 97 habitatges disposaven pel capbaix d'una plaça de pàrquing. A 69 habitatges hi havia un automòbil i a 52 n'hi havia dos o més.

### Piràmide de població
La piràmide de població per edats i sexe el 2009 era:
| Homes | Edats   | Dones |
| ----- | ------- | ----- |
| 0     | 95 o +  | 0     |
| 0     | 90 a 94 | 0     |
| 8     | 85 a 89 | 0     |
| 4     | 80 a 84 | 4     |
| 4     | 75 a 79 | 24    |
| 4     | 70 a 74 | 12    |
| 20    | 65 a 69 | 0     |
| 4     | 60 a 64 | 0     |
| 12    | 55 a 59 | 4     |
| 8     | 50 a 54 | 16    |
| 12    | 45 a 49 | 8     |
| 28    | 40 a 44 | 16    |
| 8     | 35 a 39 | 12    |
| 0     | 30 a 34 | 8     |
| 8     | 25 a 29 | 4     |
| 8     | 20 a 24 | 0     |
| 16    | 15 a 19 | 12    |
| 16    | 10 a 14 | 32    |
| 8     | 5 a 9   | 8     |
| 4     | 0 a 4   | 0     |

## Economia
El 2007 la població en edat de treballar era de 192 persones, 146 eren actives i 46 eren inactives. De les 146 persones actives 134 estaven ocupades (69 homes i 65 dones) i 12 estaven aturades (8 homes i 4 dones). De les 46 persones inactives 22 estaven jubilades, 13 estaven estudiant i 11 estaven classificades com a «altres inactius».

### Ingressos
El 2009 a Rencurel hi havia 129 unitats fiscals que integraven 310 persones, la mediana anual d'ingressos fiscals per persona era de 15.704 €.

### Activitats econòmiques
Dels 17 establiments que hi havia el 2007, 2 eren d'empreses extractives, 1 d'una empresa de fabricació d'altres productes industrials, 5 d'empreses de construcció, 1 d'una empresa de comerç i reparació d'automòbils, 2 d'empreses de transport, 4 d'empreses d'hostatgeria i restauració, 1 d'una empresa de serveis i 1 d'una entitat de l'administració pública.
Dels 5 establiments de servei als particulars que hi havia el 2009, 1 era una oficina de correu, 3 paletes i 1 restaurant.
L'únic establiment comercial que hi havia el 2009 era una botiga de mobles.
L'any 2000 a Rencurel hi havia 19 explotacions agrícoles que ocupaven un total de 477 hectàrees.

## Equipaments sanitaris i escolars
El 2009 hi havia 2 escoles elementals.

## Poblacions més properes
El següent diagrama mostra les poblacions més properes.